# 水原市厅站
水原市厅站（：／ Suwon-sicheong yeok */?）是水仁·盆唐線沿線的一座地下車站，位於韓國京畿道水原市勸善區勸善1洞與八達區仁溪洞的邊界，韓語副站名是「京畿藝術中心」（경기아트센터）。

## 車站結構
站體為2面2線側式月台的地下車站，候車月台設有月台幕門，並有10處出口。

### 月台配置
| ↑ 梅灘勸善 |
| \| １      |
| 梅橋 ↓     |

| 月台 | 路線                   | 目的地                                     |
| ---- | ---------------------- | ------------------------------------------ |
| 1    | ●首都圈電鐵水仁·盆唐線 | 水原、梧木川、漢陽大學、仁川論峴、仁川方向 |
| 2    | ●首都圈電鐵水仁·盆唐線 | 網浦、器興、書峴、宣靖陵、往十里方向       |

## 歷史
- 2013年11月30日：落成啟用。

## 車站周邊
- 水原市政府
- 水原奧林匹克公園
- 水原戶外音樂劇場
- 京畿藝術中心（朝鲜语：경기아트센터）
- 仁溪藝術公園
- 東水原CGV
- KBS京仁放送中心
- Home plus（朝鲜语：홈플러스）東水原店
- Galleria百貨（朝鲜语：갤러리아백화점）水原店
- Newcore Outlet（朝鲜语：뉴코아아울렛）東水原店
- Outback Steakhouse（英语：Outback Steakhouse）水原仁溪店
- 亞洲大學
- 梅灘中學
- 水原農產品批發市場
- 韓國身心障礙者僱傭公團（朝鲜语：한국장애인고용공단）京畿地域本部、發展遲緩者訓練中心

## 圖片

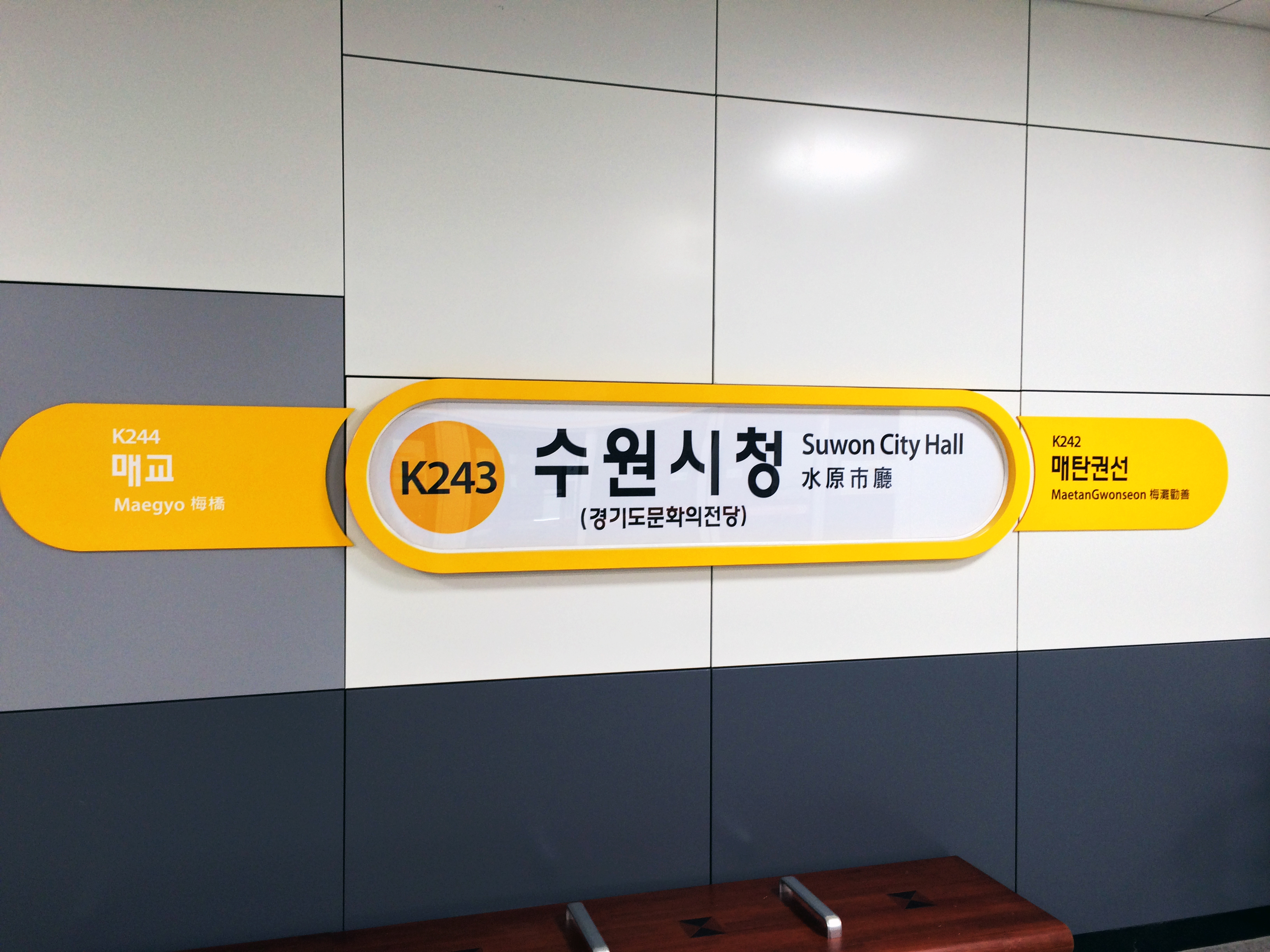
站名牌
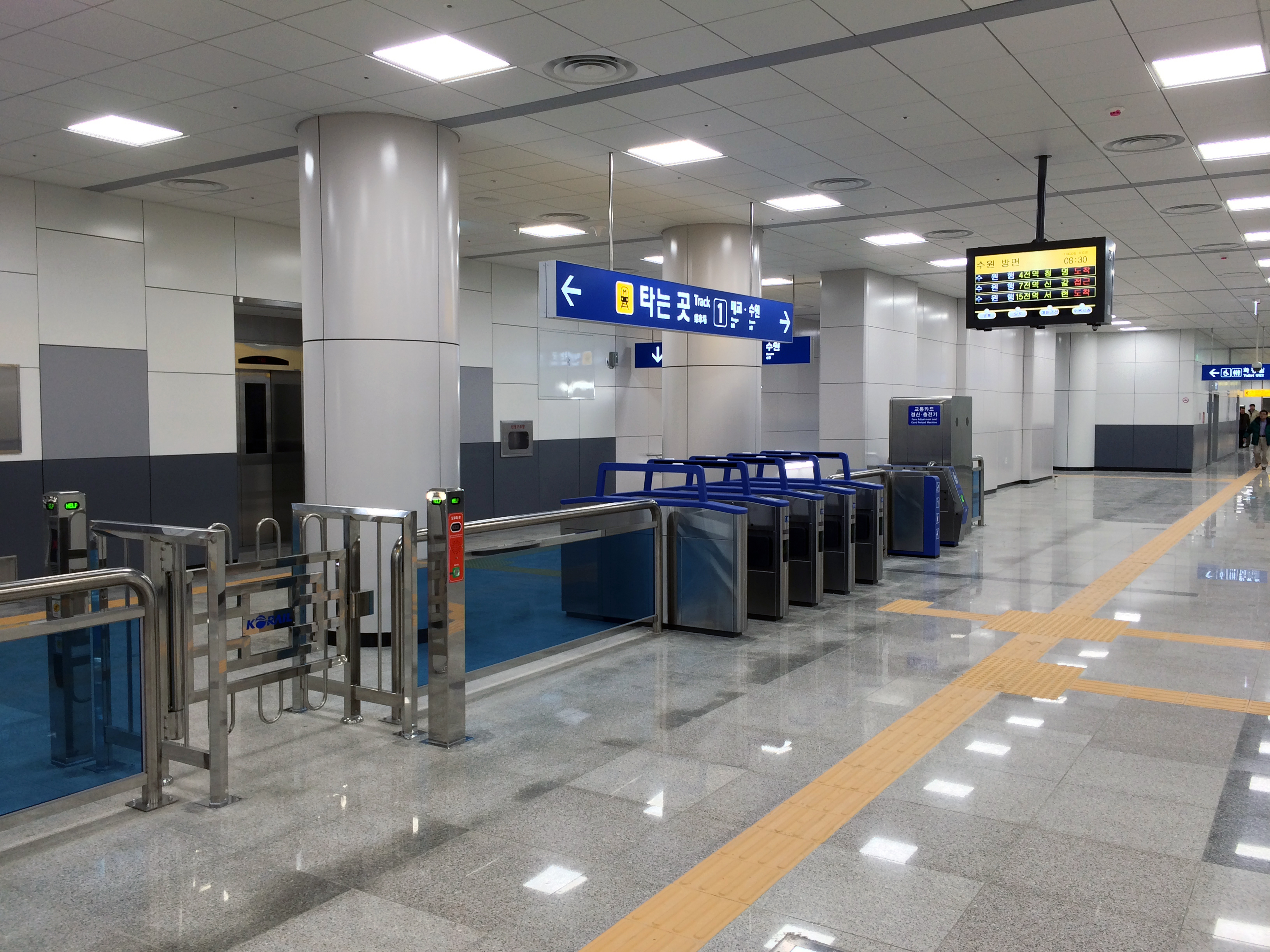
剪票閘口
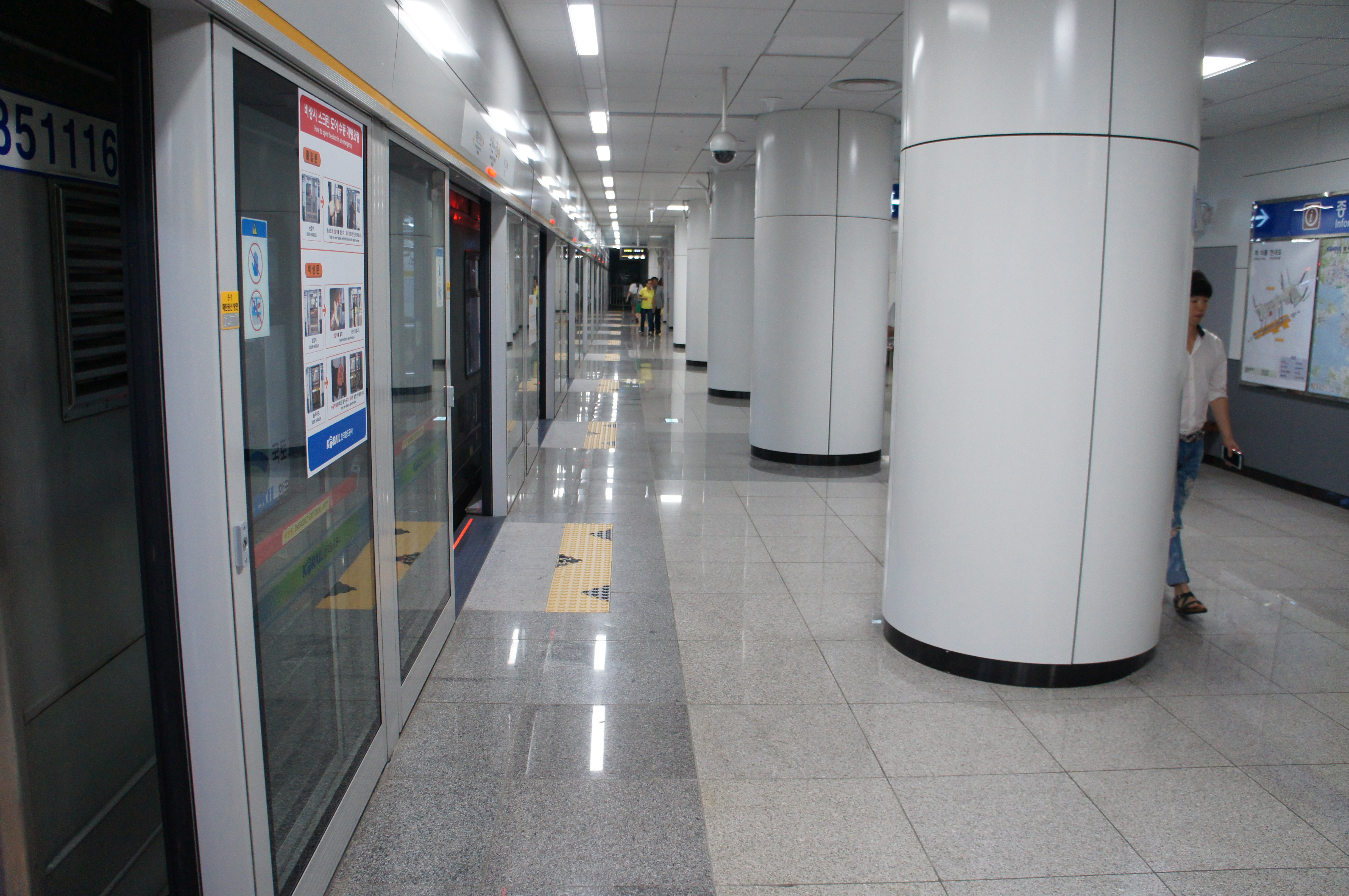
候車月台
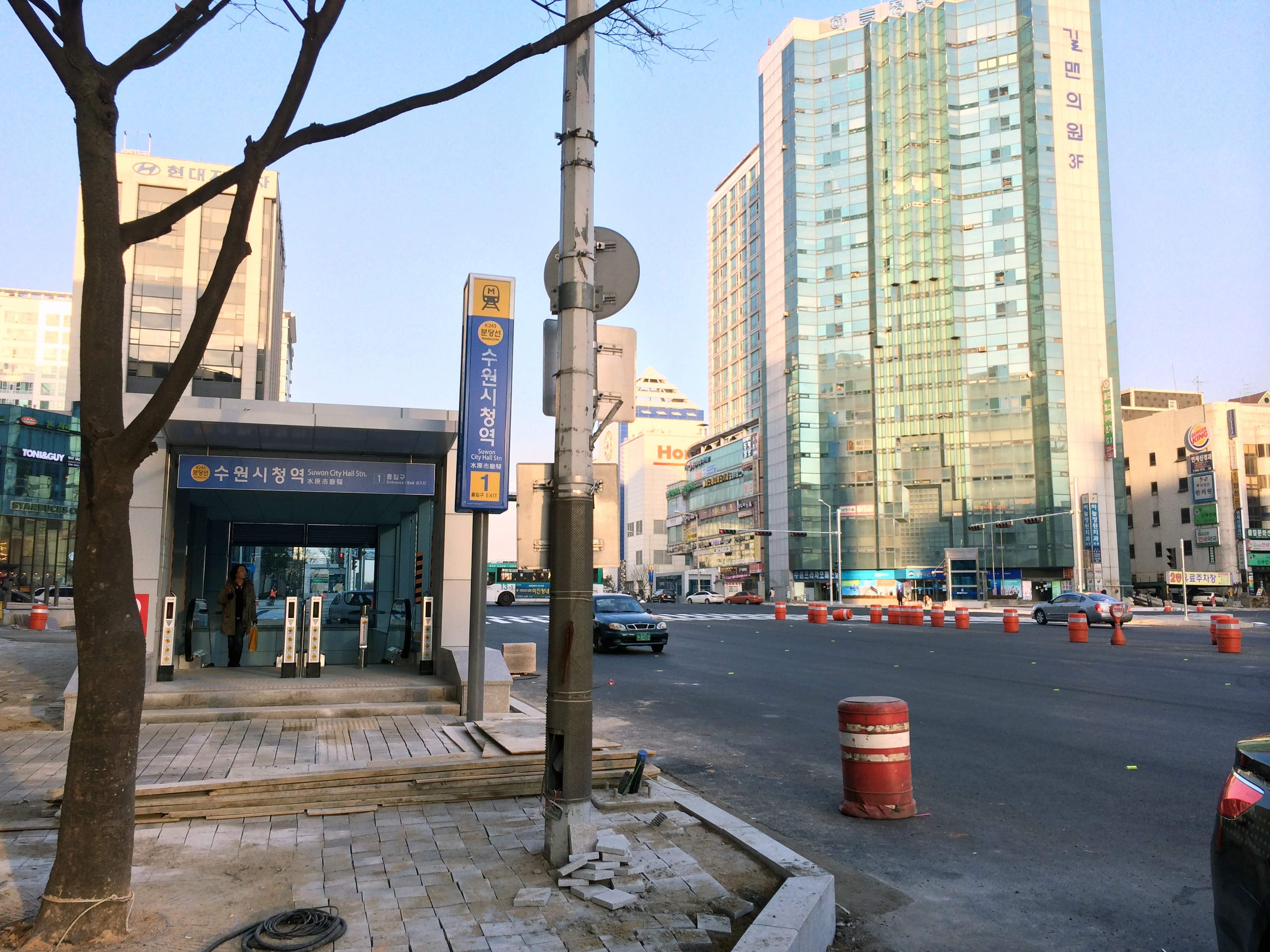
1號出口

## 相鄰車站
韓國鐵道公社
●首都圈電鐵水仁·盆唐線
盆唐急行
網浦（K241）－水原市廳（K243）－水原（K245）
緩行
梅灘勸善（K242）－水原市廳（K243）－梅橋（K244）
1. ↑  . visitkorea.   [2024-06-30]. （原始内容存档于2024-06-30）.